# PASARS-16
PASARS-16 (serbe : ПАСАРС-16) est un système de défense aérienne hybride mobile serbe à courte portée destiné à la protection de l'infanterie, des unités blindées mécanisées et des unités de missiles, d'artillerie contre les avions volant à basse altitude, les missiles de croisière, les véhicules aériens sans pilote et autres projectiles. Basée sur le châssis militaire tout-terrain à six roues motrices FAP 2026BS/AV, la tourelle rotative blindée montée à l'arrière du véhicule est armée d'un canon antiaérien Bofors de calibre 40 mm et de plusieurs missiles surface air reliés à un radar modernisé M85 Žirafa,,,.

## Développement
Le PASARS-16 a été conçu par l'Institut technique militaire. La production en série a commencé en 2019, avec la construction d'une tourelle blindée par Zastava TERVO, l'hydraulique et l'intégration des armements par FAP et PPT Namenska, et l'assemblage final par Srboauto,,. Le PASARS-16 se caractérise par un degré élevé de protection balistique qui lui permet de résister à des tirs d'armes légères ainsi qu'aux shrapnells, il a également une possibilité d'engagement à l'aide d'un radar d'acquisition de surveillance modernisé dit "Girafe".

## Armement
L'armement principal du PASARS-16 est le canon automatique antiaérien Bofors de calibre 40 mm. Conçu dans les années 1930 par l'armurier suédois Bofors, l'armurier serbe Zastava Arms a acquis dans les années 1970 une licence de Bofors pour produire la version L/70. Le système de stabilisation et de mise à niveau automatique est composé de vérins hydrauliques et d'un logiciel qui les fait fonctionner, 
Cela contribue à ce que le temps nécessaire à la mise en position de tir soit extrêmement court, moins d'une minute, tandis que la cadence de tir sur les cibles est de cinq coups par seconde. L'alimentation du canon se fait au moyen d'un chargeur de 44 cartouches. Le système de gestion de tir a intégré un ordinateur central plus moderne, un sous-système pour le positionnement global et son orientation, un ordinateur tactique de commandant de véhicule, un dispositif de radio-télécommunication, un récepteur de données sur une cible et un électro-générateur pour l'alimentation du système.
Les munitions pour le canon automatique sont produites par la société serbe Sloboda. En 2020, une nouvelle munition à explosion programmable contenant 1100 pastilles de tungstène aurait été développée pour être utilisée par le PASARS-16. Le PASARS a été repéré avec un télémètre laser et un système de visée jour/nuit.
| Longueur                      | 6,3 mètres (20 pi 8 po)    |
| Longueur du canon             | 2,8 mètres (9 pi 2 po)     |
| Largeur                       | 2,3 mètres (7 pi 7 po)     |
| Hauteur                       | L2.4m (7 pi 10 po)         |
| Munition                      | Ronde complète : 40×365mmR |
| Poids de la munition standard | 0,9 kg (2 lb 0 oz)         |
| Calibre                       | 40 mm L/70                 |
| Élévation                     | −4°/+90°                   |
| Cadence de tir                | 240-330 tr/min             |
| Vitesse initiale              | 1 021 m/s (3 350 pi/s)     |
| Portée de tir maximale        | 12 500 m (41 000 pi)       |

## Missiles

### Mistral
Au total, 18 ensembles avec 50 missiles français Mistral 3 ont été achetés par les forces armées serbes en 2021 et devraient être intégrés sur les PASARS-16,,.

### RLN-1C et RLN-1C/170

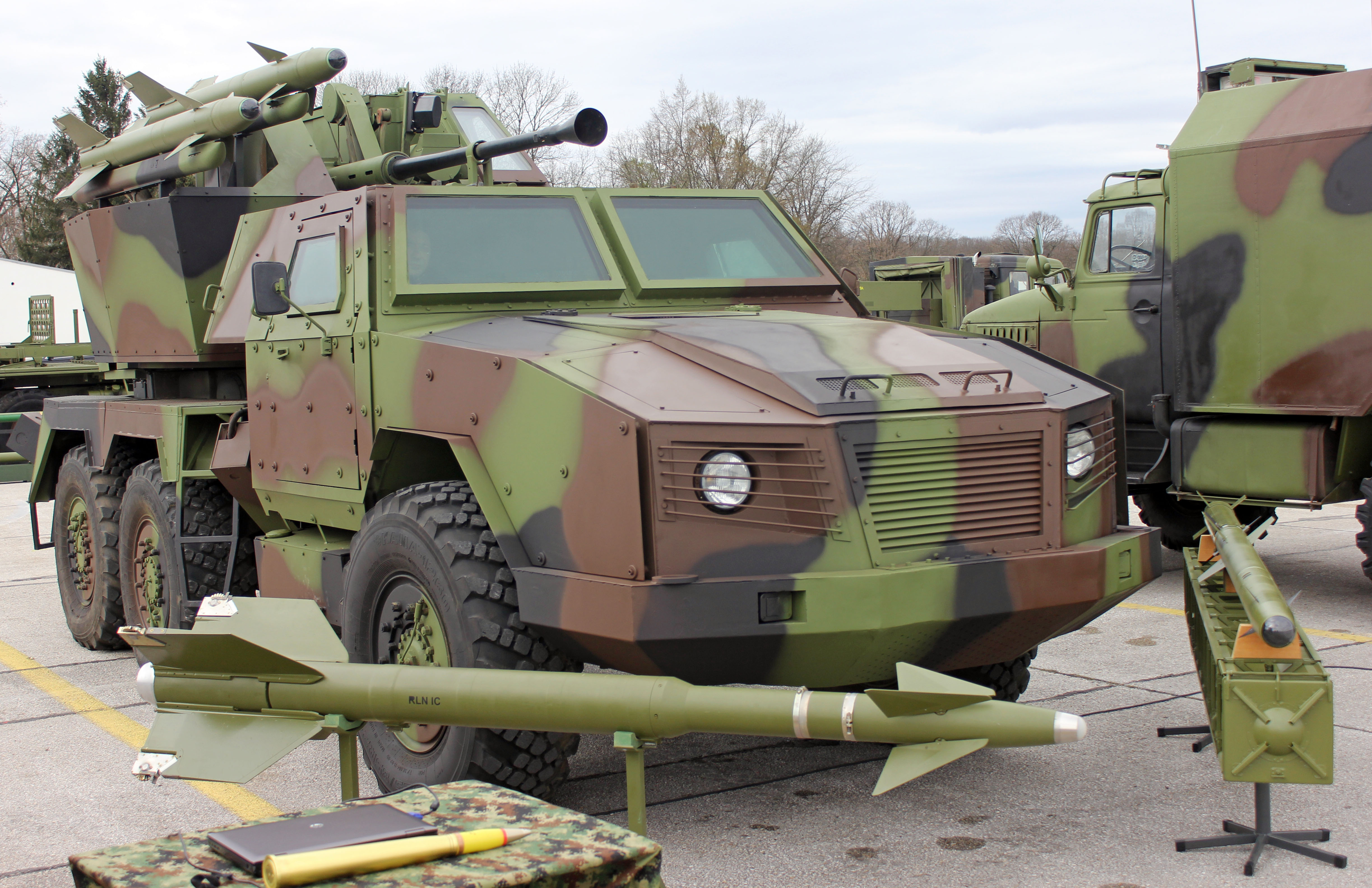
PASARS-16 armé d'un canon de 40 mm et de missiles RLN-1C et 9M37M

Le PASARS-16 utilise des missiles RLN-1C, c'est-à-dire un missile air-air à guidage infrarouge à courte portée Vympel K-13 (R-13M) modifié,. Des modifications par l'Institut technique militaire ont été apportées pour améliorer le bloc de propulsion de la fusée, afin de lancer efficacement le missile depuis le sol avec l'intégration d'une ogive plus puissante avec un fusible de proximité moderne et un système de guidage infrarouge modernisé qui dirige le missile vers le cible.

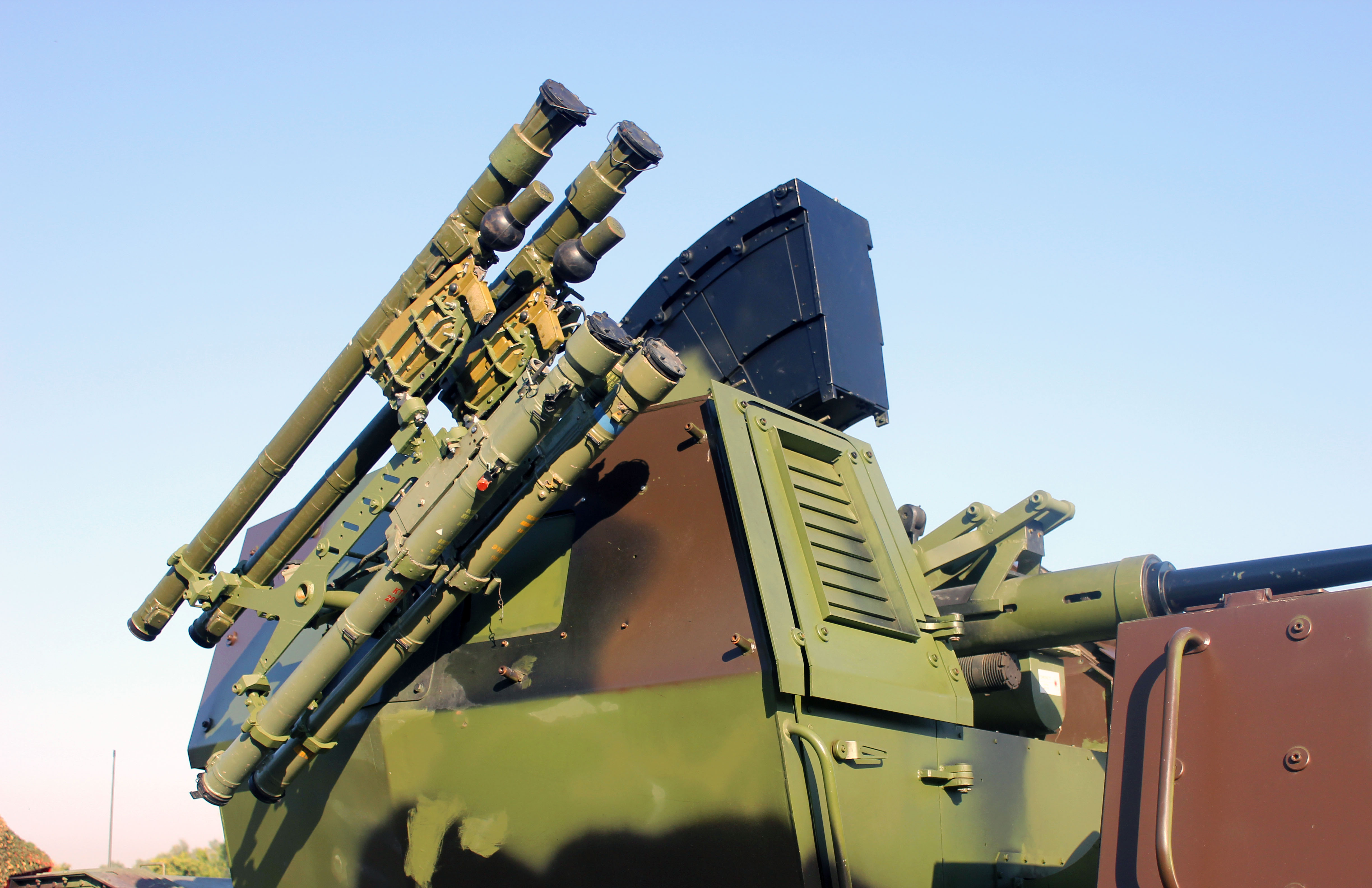
PASARS-16 équipé de MANPADS Igla et Strela

| Longueur           | (R-13M) 2 830 millimètre (9 pi 3,4 po)                                 |
| Envergure          | (R-13M) 530 millimètre (21 dans)                                       |
| Diamètre           | (R-13M) 127 millimètre (5 dans)                                        |
| Masse de lancement | (R-13M) 75 kg (166 kg)                                                 |
| Vélocité           | (R-13M) Mach 2,5                                                       |
| Intervalle         | (RLN-1C) (RLN-1C/170) 12 km max                                        |
| Guidage            | (R-13M, RLN-1C, RLN-1C/170) Prise d'origine infrarouge                 |
| Ogive              | (R-13M) SB03 11.3 kg (24,9 lb) souffle- fragmentation                  |
| Contenu explosif   | (R-13M) 5,3 kg de TGAF-5 (40 % TNT, 40 % RDX, 20 % poudre d'aluminium) |
| Détonateur         | (R-13M) Fusée de proximité Type 428                                    |

### 9K32 Strela-2 et 9K38 Igla
Le PASARS-16 peut également intégrer les SATCP (sol-air très courte portée) soviétique 9K38 Igla et 9K32 Strela-2, les Serbes disposent encore de très grands stocks de ces missiles et avec quelques modifications et l'électronique moderne à bord du véhicule leur efficacité est largement augmentée et le prix de ces systèmes reste très bas par rapport à leurs concurrents.

## Opérateurs
- Serbie : 
  - 18 en service dans l'armée serbe en 2022.
  - 20 en service dans l'armée serbe en 2023[20].